# Fimbristylis umbellaris
Fimbristylis umbellaris là loài thực vật có hoa trong họ Cói. Loài này được (Lam.) Vahl mô tả khoa học đầu tiên năm 1805.